# Liste der Bodendenkmäler in Kissing
Auf dieser Seite sind die Bodendenkmäler in der schwäbischen Gemeinde Kissing zusammengestellt. Diese Tabelle ist eine Teilliste der Liste der Bodendenkmäler in Bayern. Grundlage ist die Bayerische Denkmalliste, die auf Basis des Bayerischen Denkmalschutzgesetzes vom 1. Oktober 1973 erstmals erstellt wurde und seither durch das Bayerische Landesamt für Denkmalpflege geführt wird. Die folgenden Angaben ersetzen nicht die rechtsverbindliche Auskunft der Denkmalschutzbehörde.

## Bodendenkmäler in Kissing
| Lage                                | Objekt | Akten-Nr.     | Bild                                          |
| ----------------------------------- | --- | ------------- | --------------------------------------------- |
| (Standort)                          | Verebnete Grabhügel der Hallstattzeit, Grabenwerk vor- und frühgeschichtlicher Zeitstellung.                                                             | D-7-7631-0015 |                                               |
| (Standort)                          | Verebnete Grabhügel vorgeschichtlicher Zeitstellung. | D-7-7631-0018 |                                               |
| (Standort)                          | Römisches Kastell. | D-7-7631-0022 |                                               |
| (Standort)                          | Körpergräber vor- und frühgeschichtlicher Zeitstellung.                                                                                                  | D-7-7631-0028 |                                               |
| (Standort)                          | Siedlung vor- und frühgeschichtlicher Zeitstellung. | D-7-7631-0029 |                                               |
| (Standort)                          | Siedlung vor- und frühgeschichtlicher Zeitstellung. | D-7-7631-0030 |                                               |
| (Standort)                          | Siedlung vor- und frühgeschichtlicher Zeitstellung. | D-7-7631-0032 |                                               |
| (Standort)                          | Wegtrasse vor- und frühgeschichtlicher oder mittelalterlicher Zeitstellung                                                                               | D-7-7631-0033 |                                               |
| (Standort)                          | Straßentrasse vor- und frühgeschichtlicher oder mittelalterlicher Zeitstellung.                                                                          | D-7-7631-0034 |                                               |
| (Standort)                          | Siedlung des späten Mittelalters. | D-7-7631-0053 |                                               |
| (Standort)                          | Siedlung der Bronze-, Urnenfelder-, Hallstatt- und Latènezeit sowie der römischen Kaiserzeit.                                                            | D-7-7631-0054 |                                               |
| (Standort)                          | Grabhügel der Hallstattzeit. | D-7-7631-0056 |                                               |
| (Standort)                          | Grabhügel der Bronzezeit. | D-7-7631-0057 |                                               |
| (Standort)                          | Grabhügel der Hallstattzeit. | D-7-7631-0058 |                                               |
| (Standort)                          | Mittelalterlicher Burgstall. | D-7-7631-0060 |                                               |
| (Standort)                          | Ringwall des Frühmittelalters (Ringwall im Ottmaringer Holz).                                                                                            | D-7-7631-0061 |                                               |
| (Standort)                          | Grabhügel der Hallstattzeit. | D-7-7631-0063 |                                               |
| (Standort)                          | Mittelalterlicher Erdstall. | D-7-7631-0065 |                                               |
| (Standort)                          | Siedlung der Bronzezeit und mittelalterlicher Turmhügel (Burgstall Fuchsberg).                                                                           | D-7-7631-0066 | weitere Bilder                                |
| (Standort)                          | Siedlung der frühen Bronze- und Urnenfelderzeit. | D-7-7631-0067 |                                               |
| (Standort)                          | Siedlung vor- und frühgeschichtlicher Zeitstellung, Gräber des Frühmittelalters.                                                                         | D-7-7631-0119 |                                               |
| (Standort)                          | Verebnete Grabhügel vorgeschichtlicher Zeitstellung. | D-7-7631-0124 |                                               |
| (Standort)                          | Siedlung karolingisch-ottonischer Zeit, Mühlenstandort des hohen und späten Mittelalters.                                                                | D-7-7631-0396 |                                               |
| (Standort)                          | Straße der römischen Kaiserzeit. | D-7-7631-0546 |                                               |
| (Standort)                          | Grabhügel vorgeschichtlicher Zeitstellung. | D-7-7631-0548 |                                               |
| (Standort)                          | Siedlung vorgeschichtlicher Zeitstellung. | D-7-7631-0603 |                                               |
| (Standort)                          | Grabhügel der Hallstattzeit. | D-7-7632-0033 |                                               |
| (Standort)                          | Grabhügel der Hallstattzeit. | D-7-7632-0052 |                                               |
| (Standort)                          | Siedlung der Bronze- und der Latènezeit. | D-7-7632-0063 |                                               |
| (Standort)                          | Siedlung vor- und frühgeschichtlicher Zeitstellung. | D-7-7632-0076 |                                               |
| (Standort)                          | Grabhügel vorgeschichtlicher Zeitstellung. | D-7-7632-0078 |                                               |
| Hörmannsberger Straße 11 (Standort) | Mittelalterlicher Burgstall, Vorgängerbauten der katholischen Kapelle zur Schmerzhaften Muttergottes (Burgstall Kissing).                                | D-7-7731-0003 | weitere Bilder                                |
| Petersberg 1 (Standort)             | Mittelalterliche und frühneuzeitliche Befunde im Bereich der katholischen Kapelle St. Peter in Kissing und ihrer Vorgängerbauten, darunter ein Erdstall. | D-7-7731-0032 | Mittelalterliche und frühneuzeitliche Befunde |
| (Standort)                          | Erdstall vermutlich des Mittelalters. | D-7-7731-0033 |                                               |
| (Standort)                          | Siedlung der römischen Kaiserzeit. | D-7-7731-0177 |                                               |
| (Standort)                          | Brandgräber der Urnenfelderzeit. | D-7-7731-0221 |                                               |
| Kirchberg 1 (Standort)              | Mittelalterliche und frühneuzeitliche Befunde im Bereich der katholischen Pfarrkirche St. Stephan und ihres befestigten Kirchhofs.                       | D-7-7731-0268 | weitere Bilder                                |